# 투츠 틸레망
장바티스트 프레데리크 이시도르 틸레망(Jean-Baptiste Frédéric Isidor Thielemans, 1922년 5월 29일 ~ 2016년 8월 22일), 간단히 투츠 틸레망(Toots Thielemans)으로 잘 알려진 벨기에의 재즈 음악가이자 하모니카 연주자이다.

## 생애
가장 훌륭한 재즈 센스를 지닌 사람 중의 한 사람으로서 하모니카 주자이다. 벨기에의 브뤼셀에서 태어났다. 1939년부터 하모니카를 불었으며 1947년에 도미하여 각광을 받았다. 1950년에는 베니 굿맨의 유럽 음악 여행에 참가하였으며 1951년부터 미국에서 시어링이나 진 쿠르퍼 등과 공연하였다. 근래는 유럽에서도 활약하며 기타의 솜씨도 훌륭하다.
95세의 나이로 벨기에 브렝-라뤼드에서 사망했다.